# Literatura romana
El llatí és la llengua més coneguda entre les llengües mortes i deu el seu nom al Laci ―comarca d'Itàlia, on es trobava Roma-. El monument més antic que es conserva del llatí és un cant o himne que els arvales (col·legi de sacerdots romans) recitaven a la seua festa anual i que va ser descobert l'any 1777, gravat en una pedra.
El llatí continuà usant-se després de l'escissió de l'Imperi Romà d'Occident fins a la seua dissolució, i des de l'edat mitjana com a llengua sagrada de l'Església cristiana occidental, de la ciència, la filosofia, la teologia i l'humanisme. En l'actualitat, encara s'ensenya en alguns currículums educatius.
La literatura romana és fonamentalment literatura llatina, encara que també inclou alguns autors romans que van escriure en grec. No obstant això, hi ha molta literatura llatina escrita després del final de l'Imperi Romà a Occident que ja no és literatura romana, evidentment.

## Literatura romana
La literatura romana en llatí conté dues parts molt marcades que són la literatura indígena i la imitada.
- La literatura romana indígena ha deixat molt pocs vestigis i només ens ofereix fragments, que procedeixen de l'origen de Roma i de temps de la República, dels emperadors i principalment dels Antonins.

- La literatura romana imitada: de vegades s'han confós les obres d'origen italià, produccions més tosques del geni agrícola o religiós dels primitius romans (que ofereixen un caràcter més original), amb còpies llatines de les obres mestres de Grècia, que ofereixen una elegància i una creativitat corresponents a una civilització culta i refinada.

Comunament, la literatura romana es divideix en cinc èpoques principals:

### Des de l'origen de Roma fins a Livi Andronic
Aquest primer període només ofereix obres incompletes. Amb aquestes característiques:
- La religió mostra cerimònies supersticioses.
- L'afició a l'agricultura.
- El geni jurista.

El primer cant tradicional de la literatura llatina es deu a la institució dels arvales, corporació religiosa encarregada de presidir l'agricultura, la fundació dels quals s'atribueix a Ròmul.
Aquests sacerdots en arribar la primavera recorrien tots els camps per obtenir dels déus una bona collita. Portaven una truja prenyada i després de la processó, es reunien en cercle, entonaven una pregària i sacrificaven aquest animal. La pregària constava de cinc frases diferents, cadascuna de les quals es repetia tres vegades, i d'una exclamació final que es repetia cinc vegades.
Alguns estudiosos opinen que estaven escrits en forma mètrica els versos d'aquests càntics i en versos saturnis de desigual mesura sense més signe prosòdic que el iambe i del troqueu. L'únic caràcter poètic del cant és la triple repetició de cada frase o de cada vers i la repetició de la paraula final.
Els axamenta o cants dels sacerdots salii es refereixen també a cerimònies pietoses i s'expressaven amb danses acompanyades de cants i cerimònies en què figuraven ancils, escuts consagrats al déu Mart.
Quant a l'origen del gust escènic dels romans, el trobem en:
- Certes invectives satíriques, dirigides pels soldats als triomfadors.
- Certes festes campestres celebrades fora de les ciutats: donaven també lloc a embriaguesa i danses en què es barrejaven cants fescennins i diàlegs que tenien certa aparença dramàtica: disputes alternades o una espècie de prosa cadenciosa, escrita en versos saturnis, formava el diàleg.
- La introducció a Roma l'any 391 de ballarins i actors etruscs quan el poble consternat procurava conjurar amb cerimònies jocoses i extraordinàries els estralls de la pesta, i que va ser l'ocasió d'una espècie d'inauguració dramàtica a Roma.

Aquest origen del teatre indígena romà és ben divers del drama imitat dels grecs que va captivar després al públic.
Aquestes improvisacions verificades pels joves s'incorporaven amb una espècie de marc de rondalles atel·lanes, de la vila d'Atella de Campània, prop d'Aversa, i constituïen un teatre peculiar amb els seus personatges especials, com Maccus, Bucco i Puppus (amb l'exclusió dels histrions o actors assalariats, dedicats a les peces d'origen grec). Més endavant aquest repertori va incloure actors cèlebres.
Des d'aquesta primera època hi va haver la necessitat d'acumular en una espècie d'inventari, els fets i noms principals relatius a la política o religió, com són aquests:
Els Indigitamenta, que eren tant unes invocacions i oracions com uns llistats actualitzats de les divinitats a les que rendir culte, atribuïts a Numa Pompili i comentats més tard per Grani Flac, un repertori sacerdotal de tots els déus coneguts del Laci.
Col·lecció de lleis reials titulat De Jure Papiriano, que prengué nom d'un tal Papiri, el qual, sota el regnat de Tarquini Prisc, n'havia compilat les diverses parts.
Es troben en els fragments d'aquestes lleis i constitucions reials algunes prescripcions provinents de Ròmul, Taci, Numa, Servi Tul·li, que descobreixen hàbits supersticiosos o l'experiència de la vida pràctica, com ara:
- Les libacions de llet practicades i previngudes per Ròmul.
- La prohibició feta per Numa de fer els últims honors a qui fos mort per un llamp.
- Les malediccions de Déu llançades per aquest rei sobre qui no respectara els límits d'un camp.

De la severitat de preceptes que regeixen el culte es passà a les lleis judicials que ordenen la vida civil: el caràcter romà apareixerà des d'aquest primer període.
La caiguda de la monarquia romana causà el descrèdit de les seues ordenances, i calgué emmotllar la nova llei a les institucions republicanes.
Després d'haver enviat a Grècia diputats encarregats de fer una còpia de les lleis d'Atenes i altres ciutats, van publicar els decemvirs la Llei de les Dotze Taules que l'any 306 de la fundació de Roma, esculpides en bronze, es van fixar al Fòrum vora a la tribuna d'oradors i enfront de la Cúria.
Aquest codi, molt ben redactat, el més discretament sever de les primeres lleis romanes, va ser durant molt de temps acatat, codificava les més antigues lleis de dret públic, criminal, privat, sacre i processal, comunes a patricis i plebeus, amb estil admirablement breu, rigorós i precís.
Aquesta llei va perviure fins a Justinià, època què es van re-interpretar les Dotze Taules amb el Corpus Iuris Civilis. Les característiques principals d'aquesta monumental obra jurídica, les Dotze Taules, són:
- Va ser la primera i l'última codificació feta a Roma.
- Va tenir importància perquè patricis i plebeus van adquirir consciència d'unitat d'estat.
- Al principi només es van escriure deu taules pel primer decemvirat al 303 aC, constituït per patricis. Les altres dues taules es van fer un any després per un segon decemvirat en què hi havia patricis i plebeus junts.
- Alguns estudiosos de dret romà afirmen que el primer decemvirat va realitzar la comesa més fàcil de codificar el procediment i el dret privat i sacre, afí i dipositaris dels patricis; i el segon decemvirat una tasca més àrdua d'establir la constitució política i el dret públic més afí a les necessitats legals dels plebeus.

Grans juristes d'aquesta època van ser Appi Claudi i Tiberi Coruncani.
En aquesta època primitiva de la literatura llatina també s'iniciava la història com a ciència social amb aquestes obres:
- La primera obra coneguda històrica va ser els anomenats Annales pontificum, redactats pel pontífex màxim, auxiliat per quatre col·legues. Ciceró ens diu d'aquesta obra: «recollia tots els esdeveniments de cada any, i els escrivia en una taula blanca, que mostrava a casa seua a fi que el poble pogués consultar-los».
- Altres llibres eren els Libri magistratuum, els Libri lintet i els Censorum commentarii, que eren registres portats pels dipositaris de poders públics; el mateix Titus Livi devia haver-los conegut. Són breus notes, un lacònic esment dels fets extraordinaris, etc.
- Altres vestigis històrics van ser les inscripcions de les columnes de Duili, erigides en commemoració de la victòria naval obtinguda per Roma al 494 aC contra els cartaginesos, i dos epitafis dels sepulcres dels Escipions.

El resum d'aquest primer període es caracteritza, per tant, per les obres de lleis i de jurisprudència més algunes obres amb vestigis històrics.

### Des de Livi Andronic fins a la mort de Sul·la
L'art grec va aparèixer a Roma fent gairebé desaparèixer les obres d'inspiració local.
No hi havia a Roma un esperit literari quan va caure Tàrent en mans dels romans i amb els presoners d'aquesta ciutat va arribar a Roma Livi Andronic, que va ser esclau del cònsol Livi Salinàtor i així començà la sèrie d'esclaus erudits que van pagar amb els dons del seu esperit el rescat de la seua llibertat.
La part més excel·lent de la literatura dramàtica, és a dir, el poema dramàtic, que transmet aspectes greus de la vida en la seua realitat més quotidiana, des d'allò més tràgic al més còmic, s'inicia amb Livi Andronic, que va viure al segle iii aC, que va ser el poeta més antic en llatí: va rebre el seu nom de Livi Salinàtor, en paga d'haver educat els seus fills. Es presentava davant dels espectadors romans primer com a actor i autor de les seues obres. Se'n conserven vint llibres dels seus drames, però amb pocs fragments. Livi Andronic es va exercitar en altres gèneres, com ara:
- En l'èpica va traduir en versos llatins l'Odissea a la que va anomenar Odusia. Només se'n conserven petits fragments.
- Es creu que la primera obra que va fer representar era una comèdia (se'n conserven fragments).
- Se li atribueixen cants religiosos o himnes segons Titus Livi en la seua obra Ab Urbe Condita, llibre XXVII.

Els fragments dels seus versos es troben a la col·lecció Poetae scaenici latini de Bothe.
Un altre autor és Nevi, donat a conèixer cap als anys 520 aC; gran apassionat dels grecs, es va centrar més en personatges romans, però va trobar oposició en l'aristocràcia romana i el van desterrar; va morir a Útica cap a l'any 550 aC Va conrear diversos gèneres:
- Tragèdies: obres dramàtiques d'acció extraordinària, amb personatges que realitzen actes heroics i final fatal, de les quals conservem només alguns títols i fragments.
- Comèdies.
- Va escriure un Poema èpic sobre la primera guerra púnica i una traducció de la Ilíada.

Entre aquests poetes enciclopèdics hi va haver Enni, nascut l'any 515 aC a Rudies, un dels autors més fecunds i celebrats: va conrear epopeies, sàtires, comèdies, tragèdies, poemes filosòfics, didàctics... Algunes obres seues:
- En el gènere tràgic van destacar les seues traduccions d'Eurípides.
- Va fer traduccions en prosa d'Evèmer (Sacra scriptio) i dels sensuals poemes dels Phagética.
- La seua obra més notable és el seu poema Annals, que conté la narració dels successos de Roma, des dels principis remots fins al seu temps. La Primera Guerra Púnica n'és el principal objecte.

Després, Pacuvi va omplir l'escena romana amb produccions d'imitació tràgica d'autors grecs com Sòfocles, Eurípides i altres. Es caracteritza aquest autor de literatura llatina per la seua originalitat i fermesa sense deixar de ser copista. La major part dels erudits antics li van donar l'epítet de doctus per l'ús de certes expressions pintoresques.
Finalment, Luci Acci va ser el més important dels tràgics romans cap al 100 aC, del qual es conserva:
- Alguns fragments d'una peça titulada Brutus, de la que pot citar-se un fragment notable del seu Prometeu, una traducció agosarada del Prometeu d'Èsquil.
- Se li atribueixen també obres en prosa relatives a la crítica literària i dramàtica.
- Se'n conserven fragments d'Annals que Macrobi ens trasllada en un passatge escrit en hexàmetres.
- Però la seua fama és la de tràgic (tragèdia palliata), imitada dels grecs, més aviat que la pretextata, és a dir, representant de l'aristocràcia romana.

En el gènere literari de la comèdia van destacar dos autors:
Plaute, natural de Sarsina, a Úmbria, va florir per l'època de la Segona Guerra Púnica; és un dels poetes més fidels al patriotisme i va tenir una gran penetració psicològica dels successos interiors, de les contrarietats i emocions de la vida romana, tocant els vicis, els defectes de totes les classes. Sabia evitar els ressentiments dels poderosos i complaure els menys acomodats; se li atribueixen més de cent trenta comèdies, és a dir, poemes dramàtics de final festiu; encara que només ens han arribat vint comèdies i probablement l'Amfitrió és copiada dels grecs. Una de les seues comèdies més curiosa és Els captius. Altres en són: El soldat fanfarró, El persa, El cartaginès, El mentider.
Terenci, com la major part dels introductors de la poesia dramàtica a Roma, va arribar d'Àfrica en el bagatge del senador Terenci Lucà. En les obres que ha deixat es veuen vestigis de Grècia i sobretot imità Menandre, la qual cosa li va fer rebre de Cèsar el títol de semi-Menandre. Solia reunir dues peces d'aquest autor o d'un contemporani romà per fer-ne una de sola, amb gran puresa i elegància, i el seu talent consistia en:
- Polir la conversa i millorar així l'escena anticipant-se en un segle al gust refinat de Virgili i un reflex brillant de la societat escollida del seu temps.
- De les seues comèdies solament sis s'han salvat i cal remarcar-ne l'ús d'un llatí de gran puresa i perfecció.
- Les seues obres tenen una entonació moral més severa que les de Plaute.
- És el millor autor en llengua llatina que ha pintat les passions humanes i les més oposades situacions de la vida amb més versemblança.

Les seues sis comèdies són: Àndria, Hecyra, Heautontimoroumenos, Phormio, Eunuchus, Adelphi. La primera edició de les seues obres és de 1469 i porta les notes d'Eli Donat.
Gairebé a la fi del segle vii és quan van viure dos autors còmics d'un mèrit potser menor que els dos anteriors, Nevi i Luci Pomponi de Bolonya, autors d'atel·lanes, farses populars indígenes. Les peces menors (attellaniolae) de Nevi van fer les delícies de Marc Aureli.
Luci Pomponi, autor de seixanta-una peces, de les quals queden només alguns fragments, guardà certa correcció en aquest gènere de sàtira dramàtica i la va elevar fins a donar-los certa força i bastant popularitat per fer tremolar els primers emperadors en el seu tron.
Altres autors còmics d'aquesta època són l'esclau gal Cecili Estaci i Afrani, inventor de la comèdia pròpiament romana, titulada Togata: van escriure peces del gènere atel·lanes i d'altres a l'estil de Plaute.
Un contemporani dels Escipions, patrici, va voler realçar les lletres llatines pel rang d'escriptor, perquè fins llavors només havia estat una ocupació d'esclaus savis: Gai Lucili (148 aC-105 aC) va fer incloure oficialment la professió de literat entre allò permès als patricis. De les seues sàtires, obres que ridiculitzaven persones i fets, va escriure trenta llibres i hui a penes en resten fragments; eren una veritable creació, perquè el vers, la forma, les personalitats, etc., diferien de les sàtires anteriors: era romà quant al vigor o la força de les seves expressions i al cinisme en la pintura dels costums del seu temps. També se li atribueixen una comèdia i himnes; Horaci l'anomena patrocinador d'una poesia desconeguda als grecs i li'n retrau la duresa de la seva versificació.
En prosa, Quint Fabi Pictor, que va viure cap al 220 aC, a qui es considera el més antic dels historiadors romans, va deixar una obra titulada Annals que no ha arribat fins a nosaltres, escrita durant la Segona Guerra Púnica. Aquesta obra començava probablement amb l'arribada d'Enees a Itàlia i arribava fins al temps de l'autor. Els fets passats estan explicats d'una manera breu, però els contemporanis es relaten amb molt més detall. Polibi atribueix a l'obra de Pictor certa parcialitat cap als romans. L'obra contenia una posició exactíssima de les variacions ocorregudes en la Constitució romana.
Cató Censorí va redactar en set llibres els Orígens de Roma, que abastava fins al segle vii aC i narrava tots els esdeveniments romans. L'obra va suscitar un gran interès, sobretot:
- Pel coneixement que tenia l'escriptor dels fets veritables que van distingir els inicis del seu país.
- Per la seva posició personal enmig dels negocis públics.
- Per la seva amistat amb Enni, que havia escrit Annals en vers.
- Per la seva experiència en la política del Senat.

Per desgràcia per a la història, només han quedat alguns fragments de la seua obra històrica.
Va escriure també altres obres:
- Carmen de moribus ('Cant dels costums').
- Els seus principals discursos sobre educació dels joves, estil epistolar, art oratori i art militar.
- L'obra De Agri Cultura, diari de cent seixanta-dos capítols, en què consignava cada dia les observacions recollides per ell sobre el cultiu de les terres que posseïa a Savina.

Entre tots els historiadors que figuren també com a gramàtics, destaquen:
- Luci Cassi Hemina, llibert de Pompeu, que va escriure sobre la Tercera Guerra Púnica.
- Luci Otacili Pílit.
- Els tres llibres de memòries De vita sua del cònsol Marc Emili Escaure.
- Sul·la i les seues Memòries, però no res ens n'ha arribat tret d'un epítom del llibre XXI feta per Priscià.

En retòrica, l'art del ben parlar atorgant al llenguatge eficàcia per delectar o persuadir:
- Hi ha persones com Marc Antoni, Luci Licini Cras i Corneli Ceteg, amb resums dels seus discursos d'autors tan importants com Titus Livi i Ciceró.
- Professors d'eloqüència tals com Luci Ploci Gal, que va donar al 66 aC-65 aC les primeres lliçons a Ciceró, van ser prohibits per un decret de l'any 59 aC degut a que:
- Temien la influència de Grècia i dels sofistes, perquè podien substituir la moral pràctica i positiva de l'esperit romà.
- Excloïen els filòsofs i els retòrics, perquè volien combatre el prestigi que havia gaudit l'acadèmic Carnèades, l'estoic Diògenes i Critolau, que són els que van ensenyar a Roma l'art de filosofar.

D'altra banda l'escola estoica, filosofia grega fundada per Zenó, que va tenir per deixebles dels més famosos a Paneci i Rutili Rufus, amics d'Escipió Africà el jove, va tenir nombrosos partidaris i seguidors.
Els juristes, aquells que posseïen el sentiment més rigorós del dret, que comprenien que les lleis, tan fàcilment atropellades per la prepotència dels magnats, es refugiaven en l'estoïcisme:
- Ja fos per suportar la vida i resistir sense massa perills la invasora arbitrarietat.
- Ja per reduir a la seva esfera els vicis que tot això genera.

La jurisprudència va donar lloc a un gran nombre de lleis:
- La Llei Vocònia, relativa a les herències de les dones, que podien heretar la meitat del patrimoni.
- Les lleis Fannia i Orchia, per moderar les despeses de la taula.

### Des de la mort de Sul·la fins a la d'August
Els costums romans van arribar a un extrem exagerat d'influència grega per diversos motius:
- L'ascendent dels estudis grecs havia prevalgut tant que els joves romans tenien per costum residir a les ciutats gregues de Rodes, Atenes, Apol·línia, Mitilene, per completar-ne els estudis.
- La filosofia grega va ser afavorida per Lucul·le, que va obrir una biblioteca composta per obres gregues, i Sul·la, que va portar a Roma les obres d'Aristòtil que van servir per fer-ne un estudi seriós.

La prohibició d'escoles de retòrica va caure aviat en desús, i se'n multipliquen sota el Segon Triumvirat de Lèpid, Marc Antoni i Octavi i n'isqueren sobretot advocats.
Amb Octavi August:
- Es van unir els poetes i oradors: Gai Gargoni i Ovidi, Abroni Siló i Marc Porci Latró.
- Es van fer lectures públiques instituïdes per Gai Asini Pol·lió, un dels favorits d'Octavi August.
- En aquestes lectures públiques es va llegir per primera vegada el poema de Corneli Sever Sobre la guerra de Sicília entre Sext Pompeu i Octavi i alguns fragments de poema que preparava Asini Pol·lió sobre les guerres civils, que acabaven de canviar l'aspecte dels negocis a Roma.

Quant a Gai Asini Pol·lió va ser un d'aquells que més van contribuir al moviment literari:
- Va ser un dels primers que va promoure la creació de biblioteques públiques.
- Amb Mecenàs, va ser un protector dels artistes i escriptors, tals com Virgili i Horaci.

Per manca d'originals locals romans es va buscar les epopeies immediates més celebrades, sobretot les gregues. Van destacar, però, en l'èpica Publi Terenci Varró, Virgili i Ovidi.
Publi Terenci Varró, després d'haver traduït Apol·loni de Rodes, va prendre com a argument per escriure una epopeia un episodi de les guerres de Juli Cèsar.
Cap autor, però, va igualar el poema de l'Eneida o història primitiva de Roma, de Virgili, nascut en un llogaret proper a Màntua. Està escrit hàbilment amb narracions meravelloses dels temps heroics de Grècia. Es pot considerar aquest poema èpic com l'epopeia nacional del poble de Roma, però es diferencia de l'altra gran epopeia grega la Ilíada perquè no descansa sobre una sola idea posada en acció pel geni d'un escriptor. Sobre l'objecte del poema hi ha diferents opinions:
- Uns creuen que l'objecte del poema és la fundació d'un nou imperi a Itàlia (hi ha certa similitud entre Enees i Octavi August).
- Uns altres opinen que Príam i el seu poble són accessoris en l'Eneida, perquè el poeta té sempre davant Roma i August.
- Uns altres opinen que imita massa la Ilíada i l'Odissea d'Homer, tant que va voler condensar en dotze cants els quaranta-vuit de les dues obres gregues, amb aquesta singular circumstància: que el seu heroi comença a errar sobre els mars d'Ulisses i conclou combatent amb Turnus com Aquil·les contra Hèctor.
- Uns altres consideren que és la Rondalla de rondalles èpiques.

Quant als seus episodis, es troben perfectament units a l'assumpte, és a dir, a la principal acció; el nus d'aquesta epopeia és d'una sorprenent habilitat quan hi introdueix el recurs del meravellós. Algun episodi com la rondalla de les harpies, però, va ser reprovada per gran nombre de crítics pel seu efecte summament desagradable. La còlera de Juno, com va dir el poeta:
Quum Juno aeternum servans sub pectore vulnus. Haec secum: Meme incepto desistere victam. Nec posse Itàlia teucrorum avertere regem?
Quan Juno, la dea que fonda ferida, al seu pit, conserva eternament, airada, a si mateixa es demana: Com? per ventura desistiré vençuda? En l'empresa podré, a penes començada, de la meua venjança, sense poder d'Itàlia, dels teucres al rei desviar al punt.
Per tant, la còlera de Juno, oposant-se amb constància al pensament d'Enees, és causa dels molts contratemps que aquest experimenta: s'estableix una relació entre els déus i les persones durant tot el discurs èpic, com es demostra així:
- La tempesta que llança a Enees sobre les platges africanes.
- La passió de la reina Dido, que s'obstina a retenir-lo a Cartago.
- Els esforços de Juno fent-li la guerra, fins que, cedint Júpiter a les persecucions de Juno, consent que el nom dels troians es refonga amb el dels llatins; la dea Juno oblida el seu rancor i ix l'heroi victoriós de la seua empresa.

En aquests punts el poeta d'August va portar el poema amb summa propietat i va provar tot el seu gran judici i art immens, tot i que no s'hi exclouen defectes, ja que molts estudiosos opinen que no va ser un poeta d'inspiracions personals i es va valer de les ales de Teòcrit en les Èglogues, d'Hesíode en les Geòrgiques i d'Homer en l'Eneida. Malgrat que es pot afirmar que en conjunt no satisfà el lector per la representació dels caràcters, en l'Eneida s'han donat bones lliçons als poetes que han succeït l'autor del poema llatí, perquè destaca per una gran harmonia.
D'altra banda, també és opinió d'alguns estudiosos de la literatura grecoromana que no hi ha caràcters ben delineats en aquesta obra i, comparada amb La Ilíada, és lànguida, ja que els troians Acates, Gias, Cloautes i altres que van anar amb Enees al Laci són personatges insignificants. El caràcter de l'Enees que dibuixa Virgili és més aviat una simbiosi de fredor i dolçor. En el monòleg d'Enees en el llibre IV, després d'haver sospitat Dido que tracta d'abandonar-la, indica una duresa de cor i poca tendresa que no serien trets d'un amant generós i apassionat:
Nun fletu ingenuit nostro? Num lumina flexit? Num lachrymas virtus dedit: aut miseratus amantem est?
Però, tret de Dido, que és el personatge millor descrit en l'obra perquè es veu la vehemència de les passions i la seua ardent indignació amb un to violent tan propi que col·loquen la reina de Cartago en primer terme entre els personatges del poema, tota la justificació de la conducta d'Enees, la troba Virgili en la predestinació pels déus a ser tronc dels reis d'Alba Longa i posar els fonaments de l'orgullosa Roma i amb ells preparar la futura grandesa d'Itàlia. Amb aquest caràcter èpic o heroic, Enees ha estat presentat moltes vegades com a arquetip, des d'Homer, que personifica en ell el més valent dels grecs, després del gran Hèctor, seguint per una tradició que presenta aquest mateix Enees venent la causa troiana i, de conveni amb Antènor, lliurant la seva pàtria als grecs. Virgili concorda amb Quint d'Esmirna a presentar-lo lluitant fins a la fi per salvar Troia i no abandonant-la fins a l'últim moment.
Quant a l'última part de l'Eneida, baixa el nivell respecte als anteriors capítols. Les guerres al Laci no estan descrites amb l'entonació veritablement èpica que havia fet l'autor respecte a la destrucció de Troia, en els amors de la reina Dido i en el famós descens als inferns que es conté en el llibre VI.
Virgili no va tractar de pintar cap època en particular, ni tan sols la pròpia. Intentà obrir nous camins als seus descendents; el mateix Virgili diu que l'Eneida no va ser la seua obra inspirada i es retreia haver-la escomès sense la preparació suficient amb aquestes paraules: Tantum opus penis vilio mentis ingressus.
Altres poemes de Virgili, presos de Grècia, però amb un caràcter més original són:
- Les Bucòliques i les Geòrgiques, que van subsistir sempre com a obres mestres, com a sàvies lliçons d'economia agrícola, i com a models de poesia malenconiosa. En les Bucòliques i les Geòrgiques són trets a col·lació autors de Grècia com Pitàgores, Epicur i sobretot Plató, perquè quan el poeta va arribar a Nàpols es va preparar per a l'eloqüència amb la pràctica dels models grecs que van deixar-li una profunda petjada, i amb l'estudi de sistemes filosòfics grecs. En aquests poemes es reflecteixen clarament les teories gregues de l'organització de la matèria, de la immortalitat de l'ànima, de les seues transmigracions, de la constitució de tots els éssers d'aquest univers.
- Altres poemes menors com el Galex (el mosquit), el Moretum (guisat de camp), la Copa (la tavernera), tenen un nivell poètic molt menor que la resta de les seues obres. S'hi ofereix un testimoniatge dels costums, gustos i coneixements del gran poeta.
- També cal destacar l'obra titulada Les Èglogues, mitjançant la qual es mostra la pàtria romana abatuda per les faccions i aixecada per August.

També cal citar a un fill de cavaller romà, Ovidi, dins de l'èpica romana, encara que Les Metamorfosis pertanyen més aviat a la mitologia; no té una intenció èpica. Va ser un superdotat per a tots els assumptes que va conrear juntament amb la tragèdia:
- Va escriure el poema elegíac en les Tristes i les Pòntiques.
- La declamació seguint les escoles retòriques.
- Va conrear l'art didàctic prescrivint Remeis d'amor.
- Cronologia històrica: va publicar el primer dels Fastos en vers.
- Poemes elegíacs que va escriure en el seu desterrament manat per August a les més allunyades fronteres orientals de l'imperi, a Tomi, a la vora de la mar Negra, per causa encara desconeguda en tot cas relacionada amb el caràcter lasciu dels seus escrits. En aquell lloc va morir sense poder tornar a Roma.

Per aquesta època la comèdia i la farsa havien perdut importància a favor dels mims o pantomimes, que van aconseguir gran èxit.
Amb el consolat de Ciceró i en temps de Catul, la tragèdia, tal volta perquè no era més que una importació de l'art grec, havia guanyat els sufragis necessaris dels erudits i el favor del públic juntament amb els mims (pantomimes), espècie de farses (sainets) en què la improvisació i el gest de l'actor semblen haver constituït l'element més important. Eclipsaven aquestes farses tots els altres gèneres escènics i obtenien una immensa popularitat.
L'autor de mims més prestigiós va ser Leberi, cavaller romà, com també ho havia estat l'autor satíric Lucili. Se'l coneix per l'anècdota que, tenint ja una edat avançada de 60 anys, Juli Cèsar el va obligar a eixir a escena per representar alguna de les seues pantomimes i disputar el premi de l'habilitat escènica. El poeta va passar comptes en el seu pròleg admirable, que no és més que una eloqüent protesta contra la violència executada amb un home lliure, un cavaller romà i contra la tirania d'un dictador. Juli Cèsar, en la seua irritació, va concedir el primer premi al seu rival, que l'havia merescut menys.
Un altre autor prestigiós de mims va ser Publili o Publi Sirus, als quals l'antiguitat va concedir un mèrit especial, perquè les seves obres contenien sentències morals en vers, que han arribat en un nombre de nou-centes, superior a les d'un altre autor conegut (Matti), que va tenir més reputació per la seua fidelitat a la memòria de Juli Cèsar que pels seus mims, cap de les quals ens ha pervingut.
La tragèdia a Roma no va tenir massa èxit i va desaparèixer de l'escena:
- Només es llegia en privat.
- Les seues representacions estaven destinades als «esperits selectes» poc nombrosos.

Però, la tragèdia, sota el consolat de Ciceró i en temps de Catul, va reunir els sufragis necessaris i s'havia guanyat el favor públic com un gènere purament literari.
Entre els autors cal destacar:
- Gai Asini Pol·lió.
- Luci Vari Ruf, un dels amics de Virgili, autor d'una tragèdia titulada Thyestes, la celebritat de la qual és l'única cosa que ens n'ha arribat.
- Ovidi, que va escriure una obra coneguda amb el nom de Medea, de la qual només coneixem un fragment molt curt i incomplet.

Finalment, com la comèdia, va produir dos grans actors com Esop i Quint Rosci.
A la fi dels temps d'August va evolucionar el mim cap a les pantomimes, espècie de ball mímic, i va tenir els seus més cèlebres actors en Bàtil i Pílades, i més endavant Hiles.
Alguns autors satírics són:
- Marc Terenci Varró, que, alhora que poeta, historiador i gramàtic, havia escrit sàtires, mescla de prosa i vers, en què analitza la política i les anomalies del seu temps ridiculitzats amb la major vivesa.
- Horaci, natural de la Pulla, es va consagrar a escriure obres satíriques al més familiars i elegants possible. Va escriure sàtires, epístoles, entre les quals és de les més famoses l'Epistola ad Pisones, que tracta de l'art de compondre i escriure, i que s'ha denominat Art poètica; també odes i epodes, en la seua major part magistrals imitacions de la poesia grega, dotades de gran talent i entusiasme líric.
- Catul, que va intentar primer a Roma d'assajar la poesia lírica en alguns passatges dels seus poemes Thetys i Barallo i en algunes odes notables, amb grans elegies i epigrames.
- Tibul i Properci, poetes elegíacs imitadors dels grecs, encara que el segon es considera un dels cantors més originals de Roma abans de Lucreci.

- - Tibul (54 aC-19 aC), es va educar a casa del seu avi patern a Pedum, on va rebre aquelles impressions de la vida del camp que després va materialitzar en els seus poemes, va ocultar el nom de les seues estimades Dèlia i Nèmesi i probablement es va amagar amb el nom de Ligdam en el llibre tercer de les seues Elegies. Amb el nom de Tibul corren quatre llibres d'Elegies de les quals només els dos primers poden atribuir-se-li amb seguretat; el tercer, titulat Panegíric de Messala, és de nivell tan discret que no devia ser seu. Al quart li'n falta la inspiració dels dos primers i relata els amors de Corint i Sulpícia. Els quatre llibres sumen 37 breus poemes, escrits en dístics elegíacs, tret del Panegíric de Messala, escrit en hexàmetres. Tibul és, amb Virgili, un dels pocs poetes romans amb veritable sensibilitat; l'amor és la seua vida i manca de l'altivesa del romà típic; odia i tem la guerra, per la qual cosa segurament es va limitar a complir amb la seua expedició a Aquitània acompanyant Messala. Va pertànyer també a la nova generació de poetes que en la segona meitat del govern d'August critica la degradació dels caràcters i el complet oblit del vigor republicà. L'edició príncep de les poesies de Tibul sembla haver estat feta cap a 1472 i s'atribueix a la cura de Florenci de l'Argentina.

- - Properci (51 aC-15 aC) provenia d'una família rica provincial de l'orde eqüestre i alguns biògrafs creuen que va ser un dels tres-cents cavallers que van immolar Juli Cèsar en vèncer la Guerra civil romana; si no va ser així, almenys se li van confiscar els béns. Va cantar el seu amor a Cíntia i alguns crítics pensen que sota aquest nom s'oculta un personatge real, el d'Hòrtia, mètricament equivalent, que va ser l'heroïna de les seues elegies i els versos de les quals elogien autors com Horaci i Ovidi. Va deixar quatre llibres d'Elegies:
- Els tres primers dedicats exclusivament als seus amors i als incidents de la seu vida privada. El quart versa sobre llegendes i història de Roma.
- És un gran imitador dels poetes grecs com Cal·límac i Filetes.
- El seu estil és una mica amanerat, poc natural, didàctic, per semblar un erudit de la història i la mitologia; el desig de presentar comparacions i records mata l'afecte i el sentiment que és l'ànima de l'elegia.
- Se'l pot considerar un poeta sincer i enèrgic quan deixa a un costat els mestres alexandrins i agrada quan particularment escriu els costums senzills i la vella ètnia llatina en oposició a la corrupció de la seua època.

En didàctica destaca Lucreci, nascut al 14 aC, que va ser el més original poeta didàctic de l'època amb el seu famós poema De rerum natura, amb la gran força d'arguments i els magnífics quadres que desplega en favor de les doctrines gregues d'Epicur, de la filosofia de les quals és apologeta. És una de les obres romanes més admirables que ha produït el geni local. Va nàixer al 94 aC i es va suïcidar al 51 aC; es creu que va ser a Atenes i va tenir com a mestres Zenó i Fedre; va escriure el seu poema en sis llibres dedicat al seu amic Memni; l'inesperat suïcidi de l'autor va fer a Ciceró corregir i editar el poema epicuri, un dels pilars del materialisme del món antic, oposat a l'estoïcisme. Lucreci pretén alliberar les persones del temor a la mort i redueix tot a la matèria, nega l'existència de déus que intervinguen en els actes humans i en la natura; l'ànima no és immortal ni diferent al cos i mor amb aquest. «Res no naix del no-res, res no torna al no-res». Com a característiques de la seua obra poètica cal destacar:
- L'elevat to.
- El seu enginy, que més que buscar la glòria de l'artista cerca la glòria del filòsof i discorre amb elevada argumentació i profund talent sobre l'origen i el destí del món.
- Tenint en compte el principi de la seua filosofia Ex Nihilo nihil fit, aquest destí del món el troba en l'amor, causa de tot i que tot ho dirigeix, i el temor és font de tota religió.
- Lucreci no va tenir predecessors en la literatura llatina i és el primer que va fer sentir un cant d'aquell gènere a Roma i l'estat inculte de la llengua en l'època en què Lucreci va escriure el seu poema dona més valor a la seua obra.

La prosa en aquest període subministra obres no menys notables per forma i fons i per la categoria dels seus autors, alguns dels quals són:
- Juli Cèsar i la seua obra Comentaris sobre la guerra de les Gàl·lies i sobre la guerra civil (De Bello Civili), model de precisió nerviosa i elegant simplicitat. S'adverteix en llegir-los que és el soldat que ha manejat l'espasa qui exercita la ploma i que l'home d'estat està ocult a l'ombra de l'escriptor.
- Sal·lusti (n. 85 aC, va escriure Història de la conjuració de Catilina, una obra sobre la Guerra de Jugurta, i una Història dels principals successos de la República que volia ser una continuació de l'obra Historiae de Luci Corneli Sisenna de la qual només han restat fragments. Profund en les seues anàlisis polítiques, mai va descurar l'estil. Va nàixer a la ciutat sabina d'Amiternum. L'estudi dels historiadors li va ensenyar a meditar en els esdeveniments dels pobles, i en les seues institucions i costums va aprendre a veure l'origen dels mals que la majoria atribueix a causes del moment. Va arribar a tribú de la plebs i a senador i el seu temps era un temps de desordres. Va ser a Àfrica amb Juli Cèsar on va exercir el càrrec de propretor de Numídia. La primera de les obres citades té per objecte la conjuració de Catilina, que, esperonat pels deutes, i ajudat per la joventut més depravada de Roma, havia concebut la idea d'assassinar en una nit els cònsols i incendiar Roma i, secundat pel poble i per l'exèrcit, apoderar-se de la ciutat, derrocar la República i establir un govern despòtic. En la segona obra, Bellum Iugurtinum, tracta la mort dels hereus del tron de Numídia a mans de Jugurta, que havia comprat els senadors de Roma per fer més profitós el seu crim fins que les legions de Mari van pacificar la zona i Jugurta va ser portat presoner a Roma.

- Titus Livi, que emprà vint anys a escriure una acurada Història de Roma en 142 llibres, dels quals només n'han sobreviscut 35: de l'1 al 10 i del 21 al 45, amb algunes llacunes en els llibres del 40 al 45. Altres autors van abreujar el llibre de Livi en l'antiguitat clàssica en un epítom, una mena de resum dels 142 llibres. De l'epítom, només en van sobreviure alguns llibres (1, 37-40 i 48-55), però al seu torn en l'antiguitat havien estat abreujats en Periochae, una simple llista de continguts, que va sobreviure íntegrament, llevat de dos. Gràcies als periochae tenim idea dels temes que tractava en 140 dels seus 142 llibres. L'obra es caracteritza per:

1. - Una molt extensa quantitat de fonts i materials.
  - Una especial atenció als valors estilístics, narratius, literaris i lingüístics de l'obra, manifesta en l'exposició de fets, els discursos intercalats dels personatges i la gravetat d'alguns dels judicis.
  - Alguns errors inevitables i certa superstició que arrabassa part de crèdit a diverses de les seves afirmacions.

- Corneli Nepot, contemporani i amic de Tit Pomponi Àtic, contemporani també d'August, autor d'una Victòria de Macedònia i Chronica, de la qual només ens queda un extracte redactat per Justí en les Historiae Philippicae ex Trogo Pompeio, libri XLIV.
- Troge Pompeu, autor de les Historiae Philippicae.
- Octavi August, per l'obra Res Gestae Divi Augusti conservat al Monument d'Ancira.

En retòrica (l'art de declamar) cal destacar:
- Hortensi, que va equilibrar per un temps la celebritat de Ciceró.
- Marc Tuli Ciceró, natural d'Arpino, que va conrear aquests gèneres:

1. - Poesia.
  - Filosofia.
  - Jurisprudència.
  - Història.
  - Gènere epistolar.
  - Gènere oratori.
  - Política.

El gran camp de Ciceró va ser l'oratòria per la seua eloqüència florida, abundant, més asiàtica que romana: ens han quedat cinquanta-sis discursos de la seua eloqüència.
En agricultura i jurisprudència, les dues branques cabdals de la ciència romana, cal destacar:
- - Marc Terenci Varró, en agricultura, que als vint-i-quatre anys, va escriure el seu llibre De re rustica, tractat metòdic del cultiu dels jardins i les oliveres, de l'art de criar els bestiars, de la sustentació dels cereals i de la caça i la pesca.

- En jurisprudència van destacar:
  - Servi Sulpici Ruf, que va convertir la jurisprudència en ciència.
  - Alfé Var, autor d'un Digest de quaranta llibres.
  - Trebaci, jurista amic d'August.
  - Antisti Labeó, el millor deixeble de l'anterior.

Tots aquests autors van ser famosos per les seues obres, de les quals només trobarem imperfectes residus en les obres ja del segle v anomenades: Pandectas i Institucions recopilades per l'emperador romà d'Orient Justinià.
En astronomia va destacar Publi Nigidi Fígul, del qual queden fragments poc importants.
En arquitectura va destacar Vitruvi, nomenat per August inspector dels edificis públics; va escriure l'obra titulada De Architectura en estil senzill, concís i alhora fosc.
En medicina destaquen:
- Antoni Musa: era llibert, i va ser elevat a cavaller per haver guarit August d'una malaltia que feia perillar la seva vida.
- Aulus Corneli Cels. No se sap res cert sobre la seua vida; ens n'ha quedat només un llibre complet, De arte medica o De Medicina, escrit amb tal elegància que se l'acostuma a denominar «el Ciceró de la medicina».

### Des de la mort d'August fins al regnat d'Hadrià
En aquesta etapa tot canvia per:
- El temor de la mort
- La necessitat i gust de la servitud
- La rivalitat o el despotisme dels emperadors, que perverteixen les condicions de la literatura.

La seua decadència lenta i imperceptible primer, es marca més a mesura que la moda de les lectures públiques i privades avança.
En la poesia dramàtica es va donar a conèixer l'escriptor ibèric Luci Anneu Sèneca, famós filòsof que ha deixat nou tragèdies preses d'assumptes grecs però arranjades segons la filosofia estoica per una mescla de màximes. La desena tragèdia que va escriure, titulada Octavia, tracta un assumpte romà i sembla haver estat escrita per llegir-se més aviat que per al teatre.
Altres autors dignes d'esment són Curiat Matern i Pomponi Segon, del que només en queden els elogis de Plini el Vell, i no les seues obres.
En la comèdia cal destacar Vergini Romà, autor de mims i comèdies a estil de Menandre, Plaute i Terenci, que segons Plini el Jove, mereixen els majors elogis, perquè ridiculitzaven, sota un vel transparent, els vicis i desordres de l'època.
L'epopeia en aquest període és més històrica que un relat novel·lat inspirat i es caracteritza per:
1. - L'absència en aquests relats del meravellós que va caracteritzar a altres períodes.
  - El gust per les expressions retòriques.
  - El fals gust propagat per les lectures públiques.

Conseqüència d'això és que ja no tornaria a fer-se una obra com, per exemple, l'Eneida.
El poema èpic més notable d'aquest període és una obra de l'ibèric Lucà, nebot de Sèneca titulada La Farsàlia. L'obra tracta la guerra civil entre Juli Cèsar i Pompeu, en un vers molt retòric i declamatori, però amb una excel·lent veracitat històrica que fa d'aquesta epopeia més aviat una història poetitzada que una epopeia estrictament parlant; l'heroi en realitat és l'estoic Cató d'Útica. Les característiques més destacades d'aquesta obra són:
1. - El poeta narra però no pren partit, suggereix més que afirma i manca d'un final ostensible.
  - Manca contingut ètic i religiós, ja que l'obra no moralitza ni hi fa intervenir els déus.
  - És, per tant, una narració versificada, sovint de gran bellesa i patetisme, composta per ser declamada.

Un altre autor destacable en l'èpica d'aquest període és Valeri Flac amb la seua obra titulada Argonàutiques, encara que es considerava que hi ha molt d'imitació de l'obra de l'autor grec Apol·loni de Rodes. Es tracta de les aventures i famosa expedició dels Argonautes, però manca d'originalitat en certs passatges.
Les guerres púniques presten a Sili Itàlic, orador i poeta alhora, l'ocasió d'una temptativa poètica, en què l'ofici i la imitació ocupen el lloc de la inspiració.
Finalment, pot col·locar-se entre les epopeies llatines d'aquesta època la Tebaida d'Estaci, que narra amb poca unitat però amb gran bellesa la història dels Set contra Tebes.
Durant el període anterior, Ciceró, mestre de l'oratòria, i altres autors, com ara Ovidi i posteriorment Aviè, havien realitzat una important obra de traducció a hexàmetres llatins el poema dels Fenòmens d'Arat i Ovidi havia compost un altre poema didàctic titulat Diosemeria o Pronòstics, a imitació de diverses obres gregues de diferents autors.
També cal destacar en astronomia Marc Manili, amb l'obra titulada Astronòmiques, que potser manca de belleses poètiques, però és interessant per a la història de l'astronomia i l'astrologia.
En la sàtira cal destacar:
- Persi i les seves Sàtires en nombre de sis, concises i de tan elaborat llenguatge que arriben a l'obscuritat.
- Juvenal, que va escriure sàtires amb gran energia i ironia, atacant severament la decadència moral de Roma.
- Marcial, natural d'Ibèria, que va escriure catorze llibres d'epigrames, de gran picardia i enginy, i importants també per les seues notes costumistes sobre la vida a Roma; manca de la severitat ètica de Juvenal.
- Uns altres com Turnus, Getúlic i Volcaci Sedigit, dels quals posseïm alguns versos notables sobre el rang dels poetes dramàtics de Roma i el seu mèrit relatiu.

En prosa històrica cal destacar:
- Vel·lei Patercle, que va escriure un compendi d'història romana amb sentències filosòfiques i d'adulació a Tiberi i, a no ser per alguns arcaismes i quadres més violents que naturals, es trobaria col·locada en un lloc més preferent. Aquest historiador llatí va nàixer al 19 aC i es va morir l'any 31. va acompanyar Gai Cèsar en la seua entrevista amb el rei dels parts i va obtenir el càrrec de prefecte de cavalleria a Germania, Pannònia i Dalmàcia. La seua obra es titula C. Vellei Paterculi historiae romanae ad M. Vinicium cos. Libri II. És un compendi d'història universal en relació amb la història de Roma i es considera model de compendis, clar, concís, però adula massa a Tiberi i a Sejà.
- Tàcit, autor de Germania, una història que tracta detalladament els diversos pobles de Germània contrastant la seva vitalitat i virtut enfront de la feblesa i vici de la corrompuda societat romana. També va escriure Vida d'Agrícola, dedicat a l'honradesa del seu sogre, i uns Annals i una Historia, quadres profunds de la societat romana i dels emperadors. Se li atribueix també Causes de la corrupció de l'eloqüència romana. És un filòsof de gran virtuosisme que es caracteritza per ser un gran observador i les seues màximes.
- Altres autors són Quint Curci, autor d'una vida d'Alexandre el Gran; Suetoni, historiador que va compondre les Vides dels dotze cèsars, en què es deté especialment a assenyalar els seus defectes morals; Flor o Valeri Màxim, compilador de sentències morals aquest últim.

L'art declamatori, de l'època d'August, va ser substituït per la retòrica, que va donar vida a nombrosos retòrics que ens dona a conèixer Suetoni en una recopilació.
En destaca Marc Anneu Sèneca amb els seus dos llibres titulats Persuasives i Controvèrsies: ofereix la matèria de les discussions que cobrien les escoles de retòrica.
Un altre autor n'és Quintilià, natural de Calagurris, amb el seu llibre Institucions oratòries, on proposa com a model de la llengua Ciceró i intenta restaurar l'ideal d'una formació integral i humanística de l'orador; i Plini el Jove que va escriure un panegíric dedicat a Trajà, i del que destaquen especialment les seues Epistulae ('cartes'), que ens descobreixen molts detalls i costums desconeguts del seu temps, així com l'abús de les lectures públiques i el nom dels autors que s'hi van lliurar.
En filosofia destaca Sèneca el Jove, amb els seus Dotze tractats filosòfics, forjats en una prosa preciosista plena de conceptisme, paradoxes i antítesis, més onze Epistulae morales ad Lucilium (Cartes morals a Lucili') que són en realitat un tractat moral en epístoles. També és autor d'una espècie de sàtira burlesca contra l'emperador Claudi titulada Apocolocyntosis divi Claudii i un llibre de Naturales quaestiones ('Qüestions sobre la natura') tracta de física, cosmologia, meteorologia i matèries semblants..
Plini el Vell, oncle de Plini el Jove, va atorgar a les ciències naturals un lloc important en l'obra monumental titulada Naturalis Historia, una vasta enciclopèdia en 57 llibres que va ser compendiada per Solí; els ibèrics Columel·la i Pomponi Mela van tractar, respectivament, sobre agricultura i geografia.
Fedre va compondre una col·lecció de Rondalles plena de concisió, elegància i moralitat, i Petroni va escriure una novel·la en prosa i vers de detalls eròtics i enginyosa poesia dirigida contra Neró en el Satíricon, que es conserva incomplet.

### Des d'Hadrià fins a Ròmul Augústul
Abans del regnat de Marc Aureli la literatura llatina ja era cosmopolita; no sols es conreava a Roma sinó en ciutats com Bizanci, Alexandria, Milà i a les primeres ciutats de la Gàl·lia.
Després de Marc Aureli, la literatura decau i ja no recuperarà l'antiga esplendor. En van ser responsables potser:
- La transició del paganisme expirant a l'organització del cristianisme cada vegada més dominant.
- La barreja invasora de les poblacions bàrbares.
- El gust de la gramàtica, que substitueix el sentiment més elevat de la literatura.

Gran part de la poesia d'aquesta època ha estat transmesa a partir de l'anomenada Antologia llatina, un recull de 380 poemes escrits entre els segles iv i vi inclosos dins del Codex Salmasianus, denominat així pel seu posseïdor, l'humanista francès Claude Saumaise (1588-1653), que conté l'obra heterogènia de poetes llatins tal vegada originals en la seua major part del nord d'Àfrica: Pentadi, Reposià, Vespa, Hosidi Geta i l'anònim Pervirgilium Veneris, una espècie d'himne en honor de Venus, a imitació del Cant secular d'Horaci que va competir amb Flor als Ludi Capitolini. Cal també destacar a Gai Lucili amb el seu elegant poema Sobre l'Etna i Dionisi Cató amb un poema titulat Disticha de Moribus ad Filius.
Quint Sammònic Serè ha deixat un poema obscur titulat Sobre les malalties i els seus remeis, que és només un recull de receptes versificades. Aquest autor, que va viure al segle iii segons Juli Capitoli, va reunir 62.000 volums per a la seua biblioteca i Alexandre Sever li escollia les seues lectures particulars. Va morir en un festí per ordre de Caracal·la i passa per ser l'autor d'un poema de medicina: Q. Seveni Sammonici de medicina praecepta saluberrima de 1.115 versos hexàmetres i 65 capítols. Recull multitud de preceptes curatives de Plini el Vell i Dioscòrides amb una versificació acurada. Baemer li va atribuir un altre poema: De tingendis capillis.
Nemesià era cartaginès i va viure al temps de l'emperador Marc Aureli Car (283). Va escriure tres poemes sobre la caça, la pesca i l'art nàutic inclosos en un llibre titulat Cynegetica.
Calpurni Sícul va ser secretari de l'emperador Marc Aureli Car. Va escriure èglogues i bucòliques, algunes de les quals són atribuïdes a Nemesià; Virgili i Teòcrit van ser els principals models d'aquestes composicions fredes i elegants, desproveïdes d'originalitat.
En retòrica destaca Ausoni, nascut a Bordeus l'any 309. Va ser professor d'eloqüència, comte, qüestor, prefecte del pretori, cònsol, procònsol, i preceptor de l'emperador Gracià; va escriure en vers Epigrammatum, Ephemeris, Parentalia, diversos epitafis, uns poemes sobre els dotze Cèsars, Ludus septem Sapientum (comèdia), Idil·lis, Descripció de Mosel·la. Aquestes poesies, que són obres més d'un polígraf que d'un poeta inspirat, estan escrites amb enginy i ciència, però amb poc d'art.
Un altre autor, Ruf Fest Aviè, que no ha de confondre's amb el fabulista contemporani Avià, autor de quaranta-dues rondalles, mort abans del segle v. Aviè va ser poeta geogràfic i didàctic, i va escriure:
- Una obra de geografia titulada Descriptio Orbis Terrae ('Descripció del món'), còpia de Dionís de Charan.
- Un poemari titulat Ora marítima.
- Se li atribueix un resum de La Ilíada.

També cal citar el poeta didàctic Sever Sant, que va viure sota el regnat de Teodosi el Jove, i va escriure sobre la mort dels bous, versos en què es troba amb sorpresa un elogi de la religió denominada cristianisme.
Entre els novel·listes destaca Apuleu, que va escriure una obra molt famosa, Les metamorfosis o L'ase d'or, en el qual algun erudit albira continguts neopitagòrics, però que per a uns altres no és més que un quadre al·legòric dels desordres morals i les supersticions de l'època. Altres obres seues són De mundo ('Sobre el món') i De deo Socratis ('Sobre el déu de Sòcrates').
Al segle V de cal destacar:
- El poeta Claudià, que unit sobretot a Estilicó, ministre de l'emperador Honori, va exercitar tots els gèneres, des de l'epopeia a la sàtira; es recorda especialment el seu poema de tema mitològic El rapte de Prosèrpina i Invectives contra Rufí i Eutropi.
- Rutili Namacià, que va escriure un llibre de viatges titulat De Reditu Suo ('Sobre el seu retorn'), també coneguda com a Iter Gallicum, on exalta els costums romans que s'estan perdent i és molt crític amb el cristianisme incipient.
- Sidoni Apol·linar, un sacerdot cristià que va publicar 24 poemes (Carmina) en què predomina el gust del panegíric.
- Àlcim Ecdidi Avit, bisbe de Viena del Delfinat que, en un poema en cinc cants, Mosaicae historiae gestis, testifica els seus grans coneixements sobre l'antiguitat.

Al segle vi cal destacar:
- Priscià de Cesarea, que va escriure una obra titulada Descripció de l'univers i Elogi d'Anastasi.
- Euquèria, autora d'un poema de 32 versos contra un esclau massa audaç.
- Venanci Fortunat, poeta cristià que va viure com a cortesà, educat per santa Rodegunda de Poitiers.

En la prosa històrica cal destacar una compilació feta sense massa talent sota l'epígraf d'Història Augusta: tracta sobre la vida dels emperadors Hadrià, Antoní Pius, Marc Aureli… fins a Carí.
D'autors destacats de prosa històrica, hi ha:
- Sext Aureli Víctor, autor del tractat De Viris illustribus Urbis Romae.
- Ammià Marcel·lí, que va servir a la legió romana fins al temps de Valentinià II; va compondre una història que arriba fins al 578, amb el títol de Res Gestae.
- Jordanes i la seua obra De origine actibusque Getarum ('L'origen i les gestes dels gots')
- Sulpici Sever (anomenat el Salusti Cristià), autor d'una Historia sacra, una historia sagrada des de la creació del món fins al 400.

En retòrica destaquen:
- Marc Corneli Frontó, que va escriure De diferentiis vocabulorum.
- Apuleu, amb la seva obra Apologia o Pro se de magia liber, va ser acusat de practicar la màgia, i la Florida, vint-i-tres fragments de discursos sofístics, una declamació retòrica eminent.

D'altra banda, els panegírics s'havien posat de moda des de Plini el Jove i el nombre de prosistes i poetes que es va dedicar a aquest gènere va créixer prou en aquest període: hi destaca Ennònic, que va pronunciar l'any 508 el fastuós Elogi de Teodoric.
Entre els epistolars d'aquest període després de Frontí i Marc Aureli, cal esmentar Quint Aureli Símmac, famós prefecte de Roma, que va lluitar en va, amb gran eloqüència i convicció, en pro del restabliment de l'altar de la Victòria i dels ritus pagans. Les seues Cartes publicades en deu llibres es van trobar al segle xix: contenen curioses instruccions sobre el moviment religiós social d'aquells dies i sobre les passions paganes, interessades a combatre la invasió de les idees cristianes.
En matemàtiques Boeci i Juli Fírmic Matern; més curioses les obres d'aquest últim pels estranys capritxos que contenen que no per les discussions científiques.
En arquitectura civil i tractats militars destaca Frontí, que va comandar els exèrcits romans a Britànnia sota les ordres de Domicià i va ser encarregat de la inspecció dels Aqüeductes de Roma, obra en què els descriu, i preciosa per les instruccions arqueològiques que conté. Els seus Estratagemes, que solen situar-se entre els escrits militars, són un repertori d'anècdotes, en què prova sovint la seua escassa capacitat de crítica.
Vegeci ens va deixar un Tractat d'art militar, dedicat a l'emperador Valentinià II o Teodosi, el millor de l'antiguitat a Occident.
La medicina es va florir a l'escola de Salern, dirigida pels monjos de Monte Cassino, una fama que no s'ha esborrat.
En economia agrícola destaca Rutili Taure Emilià Pal·ladi: va escriure De Re Rustica una mena de calendari de pagès, amb totes les operacions relacionades amb l'agricultura i la vida rural arranjades en ordre regular i per estacions. Té un estil jactanciós, amb incorreccions i neologismes.
En geografia destaquen els Itinerarium ('Itineraris') de tota mena, la cosmografia i els escriptors Gai Juli Solí, Sext Aureli Víctor i Vivius Secuester.
En dret destaquen:
- L'emperador Hadrià, que va transformar el Dret romà com a promotor de l'Edicte perpetu, que substituïa els edictes anuals que anteriorment pronunciaven els pretors, amb ajuda del jurista Salvi Julià.

- Amb Septimi Sever va florir Ulpià, famós per la seua desgraciada fi i per nombrosos treballs sobre dret. També hi va destacar Juli Paulus Prudentíssim, conseller de Septimi Sever, amb 2.800 fragments de les seues obres que van passar al Digest amb aquestes remarcables:
  - Vuitanta llibres Ad Edictum
  - Deu i vuit llibres Ad Plautium
  - Quatre llibres Ad Netarium
  - Deu i set llibres Ad Sabinum, Ad Vitellium, notae ad Scevolam, ad Julianum, ad Papinianum
  - Deu llibres Ad legem Juliam ert Papiam
  - Vint-i-sis llibres quastionum
  - Vint-i-tres llibres responsorum i libri quinque sentetiarum

- Valentinià III va fer decidir al Senat quins havien de ser els rescriptes dels prínceps i els juristes, les opinions dels quals havien de constituir autoritat en matèria judicial.

- Teodosi II i el seu Codi, una recopilació de les constitucions dels prínceps, treballada per vuit juristes de dret civil, públic i eclesiàstic. Aquest codi es considera més important que el seu precedent, el Codi Gregorià perquè ha arribat fins a nosaltres íntegre i perquè va tenir valor legal. Teodosi II, l'any 429, va crear una comissió amb l'encàrrec de completar el Codi Gregorià i Hermogià mitjançant aquesta nova recopilació de totes les constitucions imperials publicades després de Constantí. Una altra comissió constituïda l'any 435 va acabar el treball l'any 438.

- L'emperador romà d'Orient Justinià I, que va regnar del 527 al 565, va fer-hi encara més: va manar al seu canceller Tribonià, amb la col·laboració de Teòfil i Doroteu, que reunís els treballs dels seus antecessors (vegeu Corpus Iuris Civilis) en un cos complet les Novellae, les Institucions de Gai, les Sentències de Paulus, els Llibres de Papià, titulats les Pandectas o Digesta. Justinià va unificar la infinita varietat de lleis romanes dels deu segles anteriors al seu regnat i és una viva imatge del dret clàssic.

Finalment, els compiladors i gramàtics havien de trobar lloc i favor al costat d'aquests emperadors positivistes i enciclopèdics:
- Aulus Gel·li, autor de Les Nits Àtiques, obra miscel·lània que conté tota mena d'informacions sobre la vida i el pensamnt a l'antiga Roma.
- Noni Marcel, autor del llibre De propietate sermonum, un glossari de mots obsolets, que forma part d'una obra en dinou volums anomenada De compendiosa doctrini per litteras.
- Macrobi amb l'obra De Differentiis et Societatibus Graeci Latinique Verbi ('Estudis sobre la diferència de les paraules gregues i llatines') i un Commentarius ex Cicerone in Somnium Scipionis ('Comentari al somni d'Escipió'), una obra de Ciceró. Aquest cèlebre gramàtic llatí va nàixer probablement a Grècia o en algun lloc d'influència hel·lenística al segle iv, i va ser contemporani d'Honori i Teodosi el Gran. Va escriure una altra obra titulada Saturnaliorum Conviviorum ('les saturnals') en 7 llibres. Tenia un fill, i per la seva instrucció va compondre obres sobre molt diverses matèries en forma de diàleg: Gastronomia, Agricultura, Correccions del calendari romà, Història de l'influx exercit pel Sol en les creences mitològiques, etc., i fins i tot de dialèctica, obres que van usar molt els filòsofs i teòlegs de l'edat mitjana.

La seva obra sobre el somni d'Escipió parla de:
- - Els coneixements fins llavors adquirits sobre els principals fenòmens físics del cel i la Terra.
  - Dissertacions metafísiques sobre els somnis.
  - Exposicions de doctrines pitagòriques relatives als nombres.
- Sidoni Apol·linar, professor de gramàtica, natural d'Alexandria, va estudiar gramàtica als voltants de l'any 450. Ell i el seu fill van compondre moltes obres en prosa i vers per reemplaçar els autors pagans. En destaca l'obra Gramàtica o retòrica, on harmonitza passatges dels escriptors del paganisme amb preceptes de l'Evangeli.

Tanca aquest últim període de la literatura llatina els gramàtics comentaristes:
- Servi Maure Honorat, un gramàtic que va viure al segle iv, amic de Macrobi, que el cita en Els Saturnals i diu que era modest i amable. La seua obra principal era un comentari sobre Virgili, titulat In tria Virgilii Opera Expositio ('Exposició sobre tres obres de Virgili') compendiat i anotat pels copistes de l'edat mitjana; malgrat això, és un tresor per a l'estudi de la història i la mitologia antiga. També va escriure In Secundam Donati editionem interpretatio i De ratione ultimarum syllabarum ad Aquilium liber.
- Diomedes.
- Flavi Sosípater Carisi.
- Isidor de Sevilla.

.
Tots aquests autors representen ja la decadència i succeeixen sempre en les literatures en el seu declivi, com per criticar-les i empobrint-les, sepultant-les en comentaris.

## Literatura romana en grec
Roma aviat conquista la Magna Grècia i altres colònies occidentals de parla grega, i l'any 146 aC s'apodera de la mateixa Grècia. Fins a la partició de l'imperi i la formació de l'Imperi Romà d'Orient el 395, quan la literatura grega reprèn la seva marxa independent, part de la literatura escrita en grec pertany clarament a la literatura romana des d'un punt de vista tant polític com cultural, sobretot en el cas d'historiadors de tema romà com:
- Polibi (200 aC-118 aC) i la seua Història general, que ressenya els esdeveniments dels anys 220 aC fins al 146 aC, descrivint els esforços de Roma per sotmetre el seu gran enemic, Cartago.
- Dionís d'Halicarnàs (mort cap al 7 aC) i les seues Ῥωμαϊκὴ Ἀρχαιολογία (Rhōmaikē archaiologia), que es podria traduir per «Roma des de l'Antiguitat», que recollia la història de Roma des dels seus inicis mítics fins al començament de la Primera Guerra Púnica (262 aC-241 aC).
- Apià (meitat del segle ii), amb l'obra Història de Roma, en 24 llibres.
- Plutarc (ca.. 46-ca. 120) i les seues Vides paral·leles. Destaquen d'ell també els Escrits d'ètica pràctica.

El metge Galè (131-201), el personatge més significatiu de la medicina antiga després d'Hipòcrates, que va viure a Roma, a la cort imperial, la major part de la seua vida activa.
Claudi Claudià, poeta de la cort de l'emperador d'Occident Honori, va escriure la major part de la seua obra en llatí, però en grec una Gigantomàquia i alguns epigrames.
La literatura de l'Imperi Romà d'Orient es pot consultar a Literatura romana d'Orient.

## Manuals contemporanis d'història de la literatura romana
- Manfred Fuhrmann, Literatura romana, versió de Rafael de la Vega, Madrid, Editorial Gredos, 1985.